# Båtmässan
Båtmässan är en båtmässa som arrangeras av Svenska Mässan i Göteborg. Mässan äger rum årligen i februari. Mässan behandlar segelbåtar, motorbåtar och tillbehör men även vattenliv och natur.